# ルキウス・コルネリウス・メルラ (紀元前87年の補充執政官)
Lucius Cornelius Merula（ラテン語: Gnaeus Octavius、紀元前130年頃 - 紀元前87年）は紀元前2世紀後期・紀元前1世紀初期の共和政ローマの政治家。紀元前87年に補充執政官（スフェクト・コンスル）を務めた。

## 出自
メルラはエトルリアに起源を持つパトリキ（貴族）であるコルネリウス氏族の出身であるが、コルネリウス氏族はローマでの最も強力で多くの枝族を持つ氏族でもあった。メルラのコグノーメン（第三名、家族名）を持つもので、最初に執政官に就任したのはルキウス・コルネリウス・メルラで紀元前193年のことである。
カピトリヌスのファスティには本記事のメルラの父および祖父のプラエノーメン（第一名、個人名）は記録されておらず、氏族の他の人物との関係は不明である。

## 経歴
時期は不明だが、メルラはユーピテル神殿の神官（フラーメン・ディアリス）を務めていた。このために、彼には多くの制約が課せられていた。常に象徴である帽子を冠って歩く必要があり、3日以上連続して家の外で夜を過ごすことができず、また乗馬もできなかった。このような制限のために、メルラは軍事的、政治的な経歴を作ることが実質上できなかった。但し、執政官就任年とウィッリウスの規定から考えて、遅くとも紀元前90年にはプラエトル（法務官）を務めたはずである。
紀元前87年、ローマでは元老院の支持を得たグナエウス・オクタウィウスと、ルキウス・コルネリウス・キンナの両執政官の支持者の間で市街戦が発生した。敗れたキンナはローマを脱出し、元老院はキンナを執政官から解任した。このためメルラは補充執政官に選ばれた。当時はオプティマテス（門閥派）とポプラレス（民衆派）の対立が続いていたが、メルラは何れの派閥にも属していなかった。その後すぐに、キンナはガイウス・マリウスと同盟を結び、ローマを包囲した。アッピアノスによれば、オクタウィウスとメルラは、濠を作り、城壁を修理し、その上に防御兵器を設置した。しかし、疫病と飢餓のために、元老院はマリウスに降伏することを決めた。メルラも執政感を辞任した。
ローマに入城したキンナとマリウスは、ローマの有力者に対する報復を開始した。初日から多くのノビレスが殺害されたが、メルラはその中には含まれていなかった。代わりに、キンナとマリウスはメルラに召喚状を送った。メルラは自分の運命が定まったことを悟り、静脈を切って自決した。彼の横に転がっていた石版によると、静脈を切った際にフラメンの象徴である帽子を脱いだことが記されていた。。ウェッレイウス・パテルクルスによれば、メルラは失血して死に行く中、キンナとその支持者を呪った。「このようにして、彼は国家への奉仕に満ちた生涯を終えた」。
メルラの死後、フラーメン・ディアリスの座は75年間空席のままであった。マリウスとキンナはメルラの呪いを取り除くために、若きカエサルをすぐにフラーメンにしようとしたという説がある。いずれにしても、カエサルはユピテル神殿のフラーメンになることはなかった。

## 参考資料

### 古代の資料
- アッピアノス『ローマ史』
- ウェッレイウス・パテルクルス『ローマ世界の歴史』
- アウルス・ゲッリウス『アッティカ夜話』
- カピトリヌスのファスティ

### 研究書
- Bobrovnikova T. Scipio African. - M .: Young Guard, 2009 .-- 384 p. - ISBN 978-5-235-03238-5 .
- Korolenkov A., Smykov E. Sulla. - M .: Molodaya gvardiya, 2007 .-- 430 p. - ISBN 978-5-235-02967-5 .
- Lyubimova O., Tariverdiyeva S. Caesar's conflict with Sulla: an adventure novel, propaganda and reality  // Studia Historica. - 2015. - No. 14 . - S. 66-97 .
- Broughton R. Magistrates of the Roman Republic. - N. Y. , 1952. - Vol. II. - 558 p.
- Münzer F. Cornelius 272 // Paulys Realencyclopädie der classischen Altertumswissenschaft . - 1900 .-- T. VII . - S. 1407-1408 .